# 1,000 Hours
1,000 Hours — дебютний мініальбом американського панк-рок гурту Green Day, випущений лейблом Lookout! Records.

## Про альбом
Альбом був записаний у 1988 році, коли гурт Green Day ще називався Sweet Children. Реліз відбувся у квітні 1989 року на вініловій платівці червоного, блакитного, зеленого, фіолетового, жовтого та прозорого кольорів. Альбом був представленим дуже обмеженим тиражем. У 1991 році всі пісні з альбому 1,000 Hours були перевидані на збірці 1,039/Smoothed Out Slappy Hours. Видання альбому продовжувалось до серпня 2005 року на Lookout! Records, коли Green Day вилучила права на альбом у цього лейбла через несплату останнім роялті.
24 березня 2009 року альбом 39/Smooth був перевиданий на вінілових платівках. Разом з ним було представлено перевидання альбомів 1,000 Hours та Slappy як бонус. 

## Пісні

### 1,000 Hours
Це пісня, яку Біллі Джо написав, коли розлютив сестру найкращого друга Дженніфер. Він хотів з нею зустрічатися, але їй не подобався молодший та ще й недосвідченний хлопець тож вона не хотіла з ним миритись. Але Армстронг був до цього готовий, тож висловив свої вибачення піснею.

### Dry Ice
Ще одна з пісень, про Дженніфер. Біллі Джо глибоко закоханий у неї, продовжує мріяти про неї, але не знає, чи це взаємно. Він не знаходить у собі достатньої сміливості, щоб написати їй листа, його ручка «пише неправильно», і він вирішує висловити свої почуття піснею, сподіваючись, що вона почує його і зрозуміє, наскільки він їй справді потрібен.

### Only of You
Це пісня про кохання з першого погляду. Оповідач втратив сон через цю людину в яку закохався. Він її бачив лише один раз, але цього було достатньо, щоб ці сповнені любов'ю думки перейняли його. Вони лише друзі, і він не наважується розповісти їй свої внутрішні думки - все, що він може зробити, - це сподіватися, що ця чудова захопленність ніколи не закінчиться, і продовжувати мріяти викликати ті самі почуття у того, кого він любить.

### The One I Want
Скоріш за все, це ще одна пісня про Дженніфер. В данній музичній композиції вона вже знає про його закоханність у неї, але він не розуміє чому вони досі не разом бо саме вона зробила так, щоб він закохався і тепер вона єдина кого він хоче. Він вважає, що ця любов, яку він відчуває до Дженніфер, ніколи не закінчиться.

## Список пісень
Всі тексти пісень написані Біллі Джо Армстронгом, за винятком винятків; Вся музика написана Green Day.
| Сторона A | Сторона A     | Сторона A  |
| #         | Назва         | Тривалість |
| --------- | ------------- | ---------- |
| 1.        | «1,000 Hours» | 2:24       |
| 2.        | «Dry Ice»     | 2:24       |

| Сторона В | Сторона В        | Сторона В  |
| #         | Назва            | Тривалість |
| --------- | ---------------- | ---------- |
| 1.        | «Only of You»    | 2:44       |
| 2.        | «The One I Want» | 2:59       |

## Учасники запису
- Біллі Джо Армстронг - вокал, гітара, автор.
- Майк Дернт - бас, бек-вокал, автор (The One I Want)
- Тре Кул - ударні
- Енді Ернст - продюсер, міксування